# 공주 연평부원군 신도비
공주 연평부원군 신도비(公州 延平府院君 神道碑)는 대한민국 충청남도 공주시 이인면 만수리 묘소 아래 마을 앞에 있는 연평부원군 이귀(1557~1633)의 신도비이다. 1979년 12월 19일 충청남도의 유형문화재 제89호로 지정되었다.

## 개요
1650년(조선 효종 1년)에 세운 연평부원군 이귀(1557~1633)의 신도비이다. 선생은 이이와 성혼의 제자로 임진왜란 때 삼도소모관과 종사관 등으로 활동하였다. 인조반정(1623년)의 주역으로 정사공신 1등으로 책록되고, 정묘호란(1627년) 때에는 최명길과 함께 화의를 주장하였다. 후에 연평부원군에 봉하여졌다. 신도비문은 조익이 짓고 오준이 글씨를 썼다. 글을 새긴 비신과 비머리는 하나의 돌로 되어 있으며, 두 마리의 용과 구름을 조각한 비머리는 사실적이고 생동감이 있다. 선생의 묘소는 부인 인동 장씨와 합장묘로 만수동 마을 남서쪽에 계성산 능선에 있다.

## 참고 자료
- 연평부원군신도비 - 국가유산청 국가유산포털